# ویپینگ وینگ

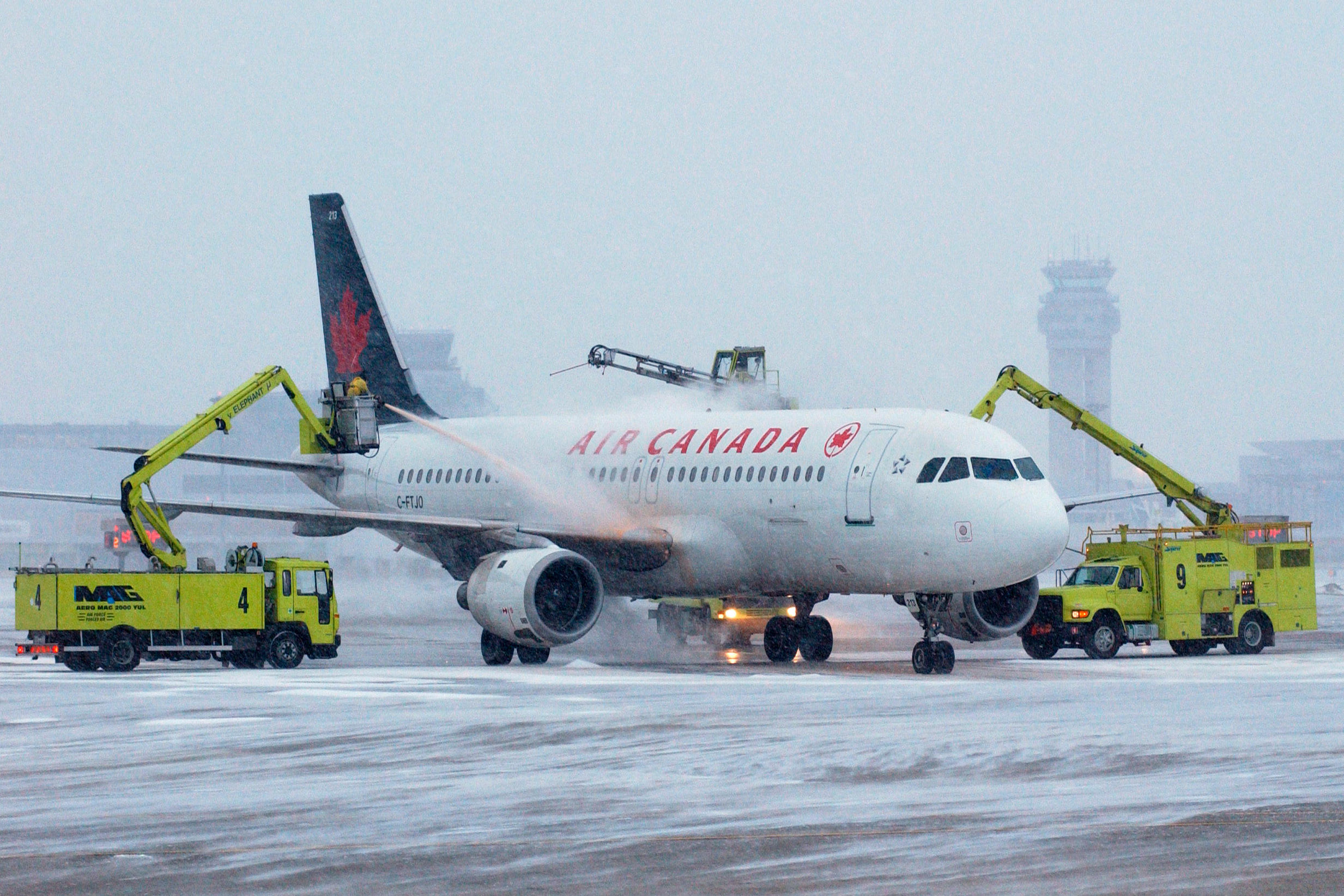
عمل ویپینگ وینگ در هواپیما

ویپینگ وینگ یکی از انواع یخ زدایی در هواپیماها است.
در این حالت سیستم‌های یخ‌زدا، سیال را از مخزن به سمت سوراخ‌های توری ایجاد شده روی لبه حمله بال و دم، پمپ می‌کند. سیال روی سطح دم و بال جریان پیدا می‌کند و باعث آب شدن یخ‌ها می‌شود. این سیستم در ملخ و شیشه جلو هم کاربرد دارد.

## منبع
کتاب "A&P Technician Airframe Textbook"، نوشته Jeppesen Sanderson سال ۲۰۰۲